# Open V33 Grand Lyon
O Open V33 Grand Lyon foi um torneio masculino de golfe no circuito europeu da PGA, que se realizou anualmente entre 1992 e 1994 no Golf Club de Lyon, em Villette-d'Anthon próximo a Lyon, França.

## Campeões

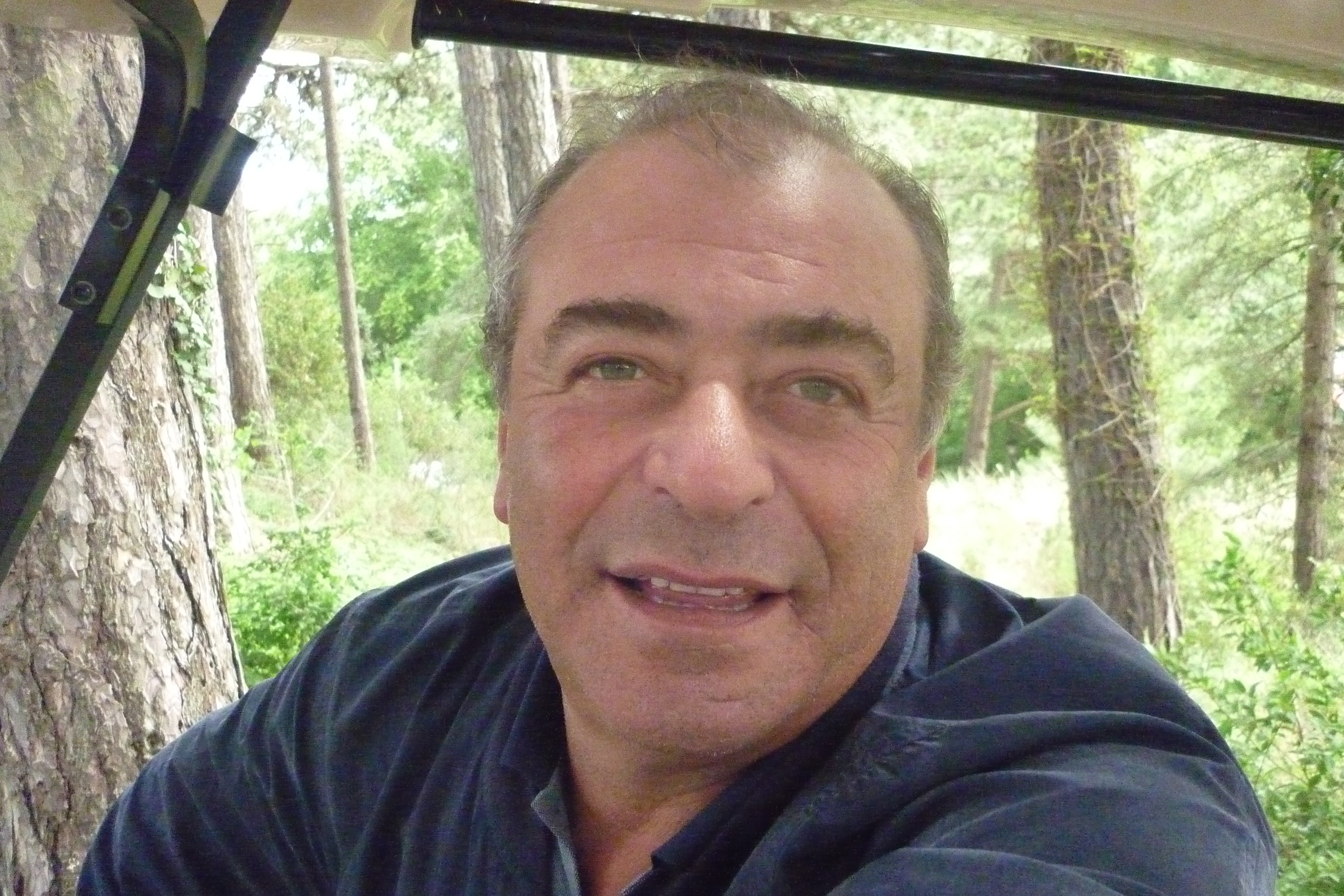
O italiano Costantino Rocca é o detentor do título de 1993 com o total de 267 (−21) pontos.

| Ano                 | Campeão             | País                | Pontuação           | Par                 | Margem de vitória   | Vice-campeão(ões)                                           |
| Open V33 Grand Lyon | Open V33 Grand Lyon | Open V33 Grand Lyon | Open V33 Grand Lyon | Open V33 Grand Lyon | Open V33 Grand Lyon | Open V33 Grand Lyon                                         |
| ------------------- | ------------------- | ------------------- | ------------------- | ------------------- | ------------------- | ----------------------------------------------------------- |
| 1994                | Stephen Ames        | Trinidad e Tobago   | 282                 | −6                  | 2 tacadas           | Gabriel Hjertstedt Pedro Linhart                            |
| Open de Lyon        |                     |                     |                     |                     |                     |                                                             |
| 1993                | Costantino Rocca    | Itália              | 267                 | −21                 | 6 tacadas           | Joakim Haeggman Gabriel Hjertstedt Barry Lane Paul McGinley |
| Lyon Open V33       |                     |                     |                     |                     |                     |                                                             |
| 1992                | David J Russell     | Inglaterra          | 267                 | −21                 | 6 tacadas           | Brett Ogle                                                  |